# Chakratirtha
Chakratirtha (en népalais : चक्रतीर्थ) est un comité de développement villageois du Népal situé dans le district de Lamjung. Au recensement de 2011, il comptait 5 011 habitants.